# Geheimes Markusevangelium

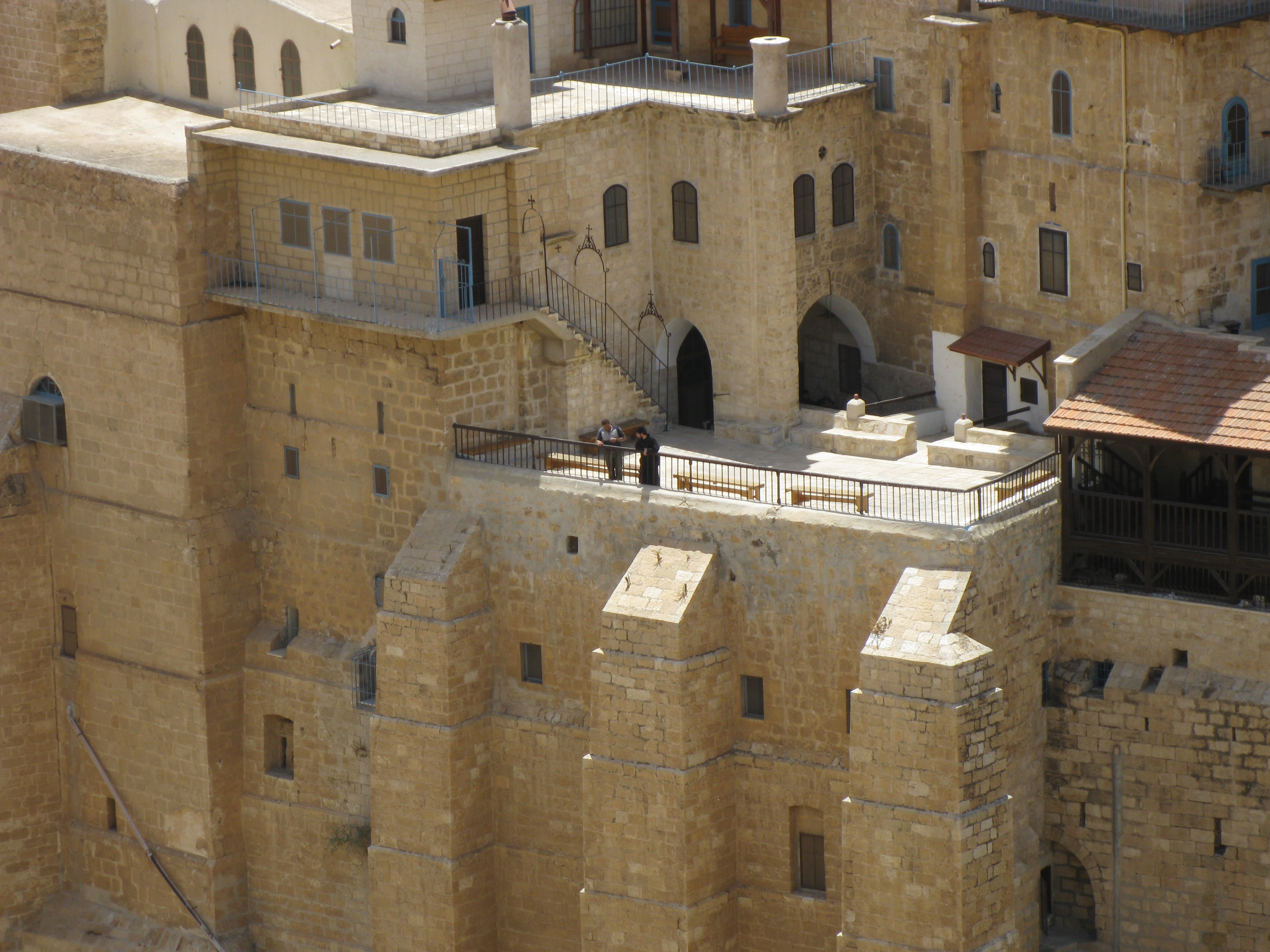
Kloster von Mar Saba bei Betlehem

Das Geheime Markusevangelium (übersetzt nach dem Titel der Erstpublikation, A Secret Gospel of Mark) ist die Bezeichnung für ein vermutetes, nicht-kanonisches Markusevangelium. Die Vermutung beruht auf zwei Fragmenten eines Evangelientextes, die in einem Brief des Clemens von Alexandria (um 150–215) überliefert sein sollen, von dem lediglich Fotografien einer Handschrift erhalten sind.
Der Text wäre – sollte er echt sein – Teil eines Briefes des Clemens an einen nicht näher bekannten Theodorus, den Clemens vor dieser Fassung des Markusevangeliums warnt. Denn durch die Bearbeitung des Textes durch Karpokrates von Alexandria sei es verfälscht worden und enthalte Irrlehren. Zitiert werden zwei Passagen, die zwischen Mk 10,34  und 10,35  sowie nach 10,46a  einzuordnen wären. Von diesem Text wurde auf eine erweiterte bzw. modifizierte Fassung des Markusevangeliums geschlossen.

## Entdeckung, Publikation, Rezeption
Das Fragment wurde von Morton Smith (1915–1991) im Sommer 1958 im Kloster von Mar Saba gefunden, als handschriftliche Aufzeichnung am Werkende einer gedruckten Ausgabe der Werke von Ignatius von Antiochien. Smith publizierte den Text anhand von Schwarz-Weiß-Fotografien 1973.
Obwohl die Echtheit des Textes umstritten ist, wurde der „Theodorus-Brief“ in die neueren Werkausgaben des Clemens von Alexandria aufgenommen. Morton Smiths The Secret Gospel wurde 1982 neu herausgegeben.
Smith knüpfte an den Text weitreichende Spekulationen bezüglich des historischen Jesus und frühchristlicher Moralvorstellungen. Diese Folgerungen werden von nahezu allen Bibelwissenschaftlern als unhaltbar abgelehnt. Auch die Authentizität des Textes wird von vielen als sehr fraglich erachtet oder komplett bestritten. Viele Forscher hielten den Text rundweg für eine Fälschung von Smith. Dafür sprechen Übereinstimmungen mit der Handlung eines 1940 erschienenen kanadischen Romans von James Hogg Hunter: The mystery of Mar Saba.

## Inhalt
Der Empfänger, Theodorus, soll wegen einiger angeblicher Markus-Zitate, die die Karpokratianer verbreiteten, Clemens befragt haben. Clemens berichtet nun, Markus habe in Alexandria ein erweitertes Evangelium verfasst, das dort in der Bibliothek aufbewahrt werde:

„[Solchermaßen] verfaßte [Markus] ein geistigeres Evangelium zum Gebrauch für jene, die eben vervollkommnet wurden. Desungeachtet enthüllte er nicht die nicht zu verbreitenden Dinge, noch schrieb er die hierophantische Lehre des Herrn nieder, sondern fügte den schon geschriebenen Geschichten noch andere hinzu und brachte überdies gewisse Aussprüche hinein, von denen er wußte, daß ihre Interpretation als ein Mystagogon die Hörer in das innerste Heiligtum jener Wahrheit führen würde, die von sieben [Schleiern] verhüllt ist. So bestimmte er insgesamt, meiner Meinung nach, weder ungern noch unvorsichtig, die Dinge vorher und hinterließ sterbend sein Werk der Kirche in Alexandria, wo es noch heute aufs sorgfältigste behütet und nur denen vorgelesen wird, die in die großen Geheimnisse eingeweiht werden.“

Gleichwohl sei Karpokrates, der Anführer einer gnostisch-christlichen Sekte, unter Anwendung hinterlistiger magischer Künste in den Besitz einer Kopie gelangt und beschmutze nun die „makellosen und heiligen Worte“, indem er ihnen „äußerst schamlose Lügen“ beimenge. Und wenn nun die Karpokratianer ihr verfälschtes Werk zeigten, solle man unter Eid verneinen, dass es das Geheime Evangelium des Markus sei – auch wenn es Teile dieses Evangeliums enthalte.

„Da aber die unreinen Geister immer auf die Zerstörung der Rasse der Menschen sinnen, machte sich Karpokrates, von ihnen unterrichtet und hinterlistige magische Künste gebrauchend, einen gewissen Presbyter der Kirche in Alexandria so gefügig, daß er von ihm eine Abschrift des Geheimen Evangeliums bekam, das er seiner blasphemischen und fleischlichen Doktrin entsprechend auslegte und es darüber hinaus beschmutzte, indem er den makellosen und heiligen Worten äußerst schamlose Lügen beimengte. Aus dieser Mischung sind die Lehren der Karpokratianer abgezogen. Ihnen darf man daher, wie ich oben sagte, nie nachgeben, noch auch sollte man, wenn sie ihre Fälschungen herausstellen, ihnen zugeben, daß das Geheime Evangelium von Markus ist, sondern sollte es sogar unter Eid verneinen. Nicht alles Wahre muß allen Menschen gesagt werden.“

Es folgt eine Passage des „Geheimen Evangeliums“ im Originaltext unter Angabe der genauen Textstelle (zwischen Mk 10,34 und 35):

„Und sie kamen nach Bethanien, und eine gewisse Frau, deren Bruder gestorben war, war dort. Und herzu kommend, warf sie sich vor Jesus nieder und sagte zu ihm: ‚Sohn Davids, habe Erbarmen mit mir.‘ Aber die Jünger wiesen sie zurück. Und Jesus, der in Wut geriet, ging mit ihr in den Garten, wo das Grab war, und sogleich wurde ein lauter Schrei aus dem Grab gehört. Und näher tretend, rollte Jesus den Stein vom Eingang des Grabes weg. Und sogleich ging er hinein, wo der Jüngling war, streckte seine Hand aus und zog ihn hoch, indem er dessen Hand ergriff. Aber der Jüngling, als er ihn ansah, liebte ihn und fing an, ihn anzuflehen, daß er bei ihm sein möge. Und sie gingen aus dem Grab heraus und kamen in das Haus des Jünglings, denn er war reich. Und nach sechs Tagen sagte ihm Jesus, was er tun solle, und am Abend kommt der Jüngling zu ihm, ein leinenes Tuch über [seinem] nackten [Körper] tragend. Und er blieb diese Nacht bei ihm, denn Jesus lehrte ihn das Geheimnis des Reiches Gottes. Und von da erhob er sich und ging auf die andere Seite des Jordans zurück.“

Anschließend weist der Verfasser darauf hin, dass die Worte „nackter Mann mit nacktem Mann“ und die anderen Dinge, von denen Theodorus geschrieben habe, dort nicht vorhanden seien.
Außerdem füge das Geheime Markusevangelium den Worten „Und er kommt nach Jericho“ (in Mk 10,46 ) noch Folgendes hinzu:

„Und die Schwester des Jünglings, den Jesus liebte, und seine Mutter und Salome waren dort, und Jesus empfing sie nicht. Aber die vielen anderen [Dinge, über] die du schriebst, scheinen falsch zu sein und sind Fälschungen. Nun, die wahre Erklärung und das, was mit der wahren Weisheit übereinstimmt…“

Hier bricht der Brief mitten auf der Seite ab.

## Forschungsdiskussion
Der Forschungsbericht von Morton Smith und seine daraus gezogenen Folgerungen wurden in der bibelwissenschaftlichen Forschung zum größten Teil mit Skepsis aufgenommen.

### Diskussion zur Echtheit der Abschrift
Die von Smith beschriebenen Dokumente sollen nach dem Transfer vom Kloster Mar Saba bei Jerusalem in die Bibliothek des Orthodoxen Patriarchates in Jerusalem nicht mehr aufzufinden sein. Es sind die von Smith 1973 publizierten photographischen Reproduktionen bekannt. Seit dem Jahr 2000 liegen auch später angefertigte Farbfotografien vor, die Handschrift selbst gilt als verschollen. Das methodologische Prinzip wurde verletzt: „The authenticity of a text can only be stablished by the consensus of experts who have studied the original document under scientifically appropriate circumstances.“ Somit bringen die Farbfotografien keinen neuen Beweis für die Echtheit. Smith selber hat sich niemals bemüht, das Original vorzulegen. Eine Bestätigung der Echtheit der Abschrift und ihre zeitliche Einordnung ist somit methodisch unmöglich, solange das Original nicht vorliegt. Da es keine Originale mehr gibt, sondern nur die 1973 publizierten Fotos aus dem Jahr 1958, kann das Alter des Manuskripts nicht durch chemische Analyse festgestellt werden.

### Diskussion zum Inhalt der Schrift
Frühe linguistische Analysen hielten eine Verfasserschaft durch Clemens von Alexandria für möglich. Allerdings wurden inhaltliche Diskrepanzen zum sonstigen Werk des Clemens festgestellt.
Der Text kommt verschiedentlich dem Johannesevangelium und anderen Evangelien nahe.

#### Hypothese einer gnostischen Texterweiterung des kanonischen Markusevangeliums
Mehrere Neutestamentler sehen im von Smith publizierten Text eine gnostische Überarbeitung des Markus-Evangeliums aus dem 2. Jh. Klaus Berger datiert den Text auf etwa 130.
Auch unter der Annahme einer Verfasserschaft des Clemens ist die Authentizität seines Berichts fraglich. Denn kein anderer Autor bezeugt diese Textfassung des Markusevangeliums, und Clemens gilt nicht als durchgehend verlässliche Quelle bei der Zuschreibung und Anerkennung außerkanonischer und apokrypher Texte.
Erklärungsbedürftig ist unter der Annahme einer gnostischen Texterweiterung die Erzählung vom „jungen Mann“ in Mk 14,50–52 und die Lücke in Mk 10,46, die bereits vor der Entdeckung des „Geheimen Markusevangeliums“ bekannt war. Man müsste den Autoren der gnostischen Erweiterung unterstellen, die sprachlichen Inkonsistenzen im Markusevangelium ebenfalls wahrgenommen und auf hochkomplexe Weise gelöst zu haben.

#### Hypothese eines zeitlichen Vorrangs des „Geheimen Markusevangeliums“
Nur sehr wenige Forscher nehmen an, dass das Geheime Markusevangelium älter ist als das kanonische Markusevangelium. Helmut Koester beispielsweise argumentiert für folgende Textentwicklung: Anfangs stand die Ur-Fassung, die Matthäus und Lukas verwendet hätten. Danach sei jener Markus-Text publiziert worden, welchen die alexandrinische Kirche besessen habe. Daraus sei dann die gnostifizierte Version von Karpokrates hervorgegangen. Bald darauf oder gleichzeitig sei eine gekürzte Version von Markus weithin publiziert und zum kanonischen Markusevangelium geworden. Der Ur-Markus sei, ebenso wie die Logienquelle Q, nicht erhalten geblieben. Koester vermutet auch noch weitere Reflexe des „Geheimen Markusevangeliums“ im kanonischen Markustext.
Diese Hypothese beruft sich auf zwei Stellen im kanonischen Markus-Evangelium. So heißt es dort anlässlich der Festnahme Jesu durch die Hohepriester:

„Ein junger Mann aber, der nur mit einem leinenen Tuch bekleidet war, wollte Jesus nachgehen. Da packten sie ihn; er aber ließ das Tuch fallen und lief nackt davon.“

Dass der junge Mann, der Jesus zu folgen versuchte, nur mit einem Leinentuch bekleidet war, ist unter der Annahme der Vorgängerschaft des „Geheimen Markus-Evangeliums“ erklärbar: Es handelt sich dann um den Jüngling, den Jesus zuvor in Betanien von den Toten auferweckt hatte (nach Joh 12,1  also um Lazarus). Ein solcher Bezug auf Lazarus wird auch von Autoren vermutet, die sich nicht auf das Geheime Markusevangelium beziehen. Die allgemeine kirchliche Tradition geht allerdings davon aus, der Jüngling sei Markus selbst gewesen.
Auch kann der abrupte Übergang in Mk 10,46  (im ersten Satz kommen die Jünger nach Jericho, im zweiten Satz verlassen sie es bereits wieder) bei Zugrundelegung des „Geheimen Markus-Evangeliums“ als Folge einer Kürzung erklärt werden.
Die ungewöhnliche Schrumpfung des Markus-Evangeliums kann dann erklärt werden als Zensur von Stellen, die nicht mit der späteren kirchlichen Lehre übereinstimmten. So verurteilt etwa Paulus an verschiedenen Stellen die gleichgeschlechtliche Begierde zwischen Männern (Röm 1,27 ). Dies könnte ein Grund sein, warum das längere der beiden oben zitierten Fragmente gestrichen wurde. Die Streichung des kürzeren Fragments dürfte sich dagegen der Erwähnung Salomes verdanken. In gnostischen Schriften werden Salome und Maria Magdalena zu den Jüngern gerechnet.
Gegen die Annahme, dass das Geheime Markusevangelium dem kanonischen Markustext vorausliegt, wird u. a. das textkritische Prinzip ins Feld geführt, dass die kürzere von zwei Textvarianten meistens auch die ältere ist. Auch gibt es für die Annahme einer „Zensur“ keinerlei unabhängige Belege oder nachweisliche Parallelen.

#### Kompilation
Eine weitere Hypothese ist auch, dass es sich um eine Kompilation handelt, also eine Zusammenstellung von Texten aus verschiedenen Evangelien, eventuell unter Verwendung von älterem Material. Solche Kompilationen sind aus etwas späterer Zeit vielfach überliefert. Diese These wird vom Bibelwissenschaftler F. F. Bruce vertreten, der in seinem Londoner Vortrag jedes der einzelnen Textstücke identifiziert und dazu die Quelle angibt. Auch hier bleiben die Inkonsistenzen im kanonischen Markusevangelium und die Frage, warum sie im Geheimen Evangelium aufgelöst sind, ein offenes Problem.

#### Moderne Fälschung
Einige Autoren vertreten die Hypothese, dass das Geheime Markusevangelium eine moderne Fälschung oder ein „Hoax“ von Morton Smith selbst ist. Stephen C. Carlson unternahm Handschriftvergleiche, Stil- und Vokabularanalysen und fand inhaltliche Hinweise auf eine Entstehung im 20. Jahrhundert. Francis Watson beobachtet textinterne Anomalien, die gegen eine Autorschaft von Clemens sprechen. Smith habe zudem schon vor 1958/1960 ähnliche Interessen und Themen verfolgt. Der Paläograph Agamemnon Tselikas beurteilt den Brief als Fälschung. Er stellt fest, dass die Handschrift keine Ähnlichkeit mit den Handschriften der Mönche hat. Das Buch war nach den präzisen Aufzeichnungen des Klosters nicht vor 1923 im Besitz und nach 1923 kann niemand den Brief hineingeschrieben haben, da die Bibliothek streng überwacht wird. Er kommt zu dem Schluss, dass die Eintragung anderswo erfolgte und das Buch nachträglich nach Mar Saba gebracht wurde. Daraus schließt er, dass Gelegenheit und Motiv Smith zum Verdächtigen machen und dass Smith die Fälschung vorgenommen hat, oder sie von jemand hat anfertigen lassen.
Peter Jeffery stellte wegen der unterschiedlichen Interpretationen einen Klärungsbedarf fest und beauftragte die Athener Schriftsachverständige Venetia Anastasopoulou, die Handschrift Smiths mit der Ignatiusausgabe zu vergleichen. Nach dem Gutachten von Venetia Anastasopoulou ist die Schrift in einer spontanen Art selbstsicher und ruhig geschrieben und weicht signifikant von der griechischen Handschrift Smiths ab. Es handele sich daher um keine Fälschung von Smith selbst. Auch betrachtet sie das Werk insgesamt als keine Fälschung, sie schließt aus, dass die Fälscher im Umfeld von Smith zu finden seien, da der Text keine Ähnlichkeit mit einer modernen Schreibweise aufweise.

## Interpretation und Wertung

### Morton Smith
Die von Smith publizierten Schlussfolgerungen in seinen Büchern The secret Gospel: The discovery and interpretation of the secret Gospel according to Mark (1974) und Jesus the Magician (1981) werden von der großen Mehrheit der Forscher abgelehnt.

„Von den verstreuten Andeutungen in den kanonischen Evangelien und dem geheimen Markus-Evangelium können wir uns ein Bild machen von der Taufe von Jesus, dem ‚Geheimnis des Reiches Gottes‘. Es war eine Wassertaufe, die Jesus bei ausgewählten Jüngern vollzog, einzeln und des Nachts. Der Jünger trug dabei ein leinenes Tuch über dem nackten Körper. Dieses Tuch wurde wahrscheinlich für die eigentliche Taufe, das Eintauchen ins Wasser, entfernt. Dieses Eintauchen war eine vorbereitende Reinigung. Danach wurde der Jünger durch unbekannte Zeremonien mit dem Geist von Jesus vereinigt. Eins mit Jesus, nahm er so durch Halluzination an dessen Aufstieg in den Himmel teil, er trat ins Reich Gottes ein und wurde dadurch von den Gesetzen der niedrigeren Welt befreit. Freiheit vom Gesetz könnte die Vollendung der geistigen Vereinigung durch eine körperliche Vereinigung gewesen sein. Das geschah sicher in vielen Formen des gnostischen Christentums. Wie früh es begann, lässt sich nicht sagen.“

### Homosexuelle Handlung oder Initiation?
In verschiedenen Medien der Schwulenbewegung wurde die von Morton Smith eher angedeutete Möglichkeit, dass Jesus und der unbekannte junge Mann in der Nacht eine sexuelle Beziehung eingegangen seien, zu einer durch das Geheime Markusevangelium belegten Tatsache uminterpretiert. Weiter wurde daraus geschlossen, dass Jesus entweder homosexuell oder bisexuell orientiert gewesen sei.
Allerdings ist diese Interpretation als anachronistisch zu bezeichnen, da die Formulierungen („… am Abend kommt der Jüngling zu ihm, ein leinenes Tuch über [seinem] nackten [Körper] tragend. Und er blieb diese Nacht bei ihm, denn Jesus lehrte ihn das Geheimnis des Reiches Gottes.“) für einen Leser in der Antike vermutlich keine homosexuelle Handlung implizierten. „Die nächtliche Belehrung entspricht einem jüdischen Topos, wie er im Jubiläenbuch erhalten ist“ oder in Johannes 3,1–2 , wo Nikodemus des Nachts das Gespräch mit Jesus sucht.

### Identität des Jünglings
Obwohl die Parallelen zwischen dem im Clemens-Brief zitierten Bericht von der Erweckung des Jünglings und der Perikope von der Erweckung des Lazarus im Johannesevangelium sehr auffällig sind, kann nicht sicher geschlossen werden, dass der Jüngling des Clemensbriefes mit dem Lazarus aus Johannes 11 identisch ist.
Insgesamt kann man sagen, dass die Frage nach der Identität des Jünglings kein neues Feld eröffnet, sondern ein bestehendes erweitert. Zur wechselseitigen Identifizierung stehen die folgenden Gestalten des NT an:
- der reiche Jüngling (Mk 10,17–22 EU)
- der Jüngling am Grab (Mk 16,5–7 EU) (trägt ein langes, weißes Gewand)
- der Jüngling im Garten Gethsemane (Mk 14,51–52 EU) (trägt Leinengewand auf bloßer Haut, flieht unter Zurücklassung desselbigen)
- Lazarus, Bruder von Maria und Martha (Joh 11,1–46 EU; 12,1–2 EU, 12,9–11 EU, 12,17–19 EU) (trägt bei der Auferstehung von den Toten Grabbinden und Schweißtuch)
- der Jünger, den Jesus liebte (Joh 13,23–26 EU; 19,26–27 EU; 20,2–10 EU; 21,20–24 EU)

Insbesondere die rätselhafte Gestalt des Jünglings am Grab und die beiläufige Erwähnung des Jünglings im Garten Gethsemane beim sonst für seine Kürze bekannten Markus haben schon Generationen von Exegeten vor unlösbare Probleme gestellt.

#### Edwin Yamauchi
Ein prominenter Kritiker von Smiths Interpretation war der Historiker Edwin M. Yamauchi. In seinem 1986 erschienenen Essay über Magie und Wunder wies er auf einige schwache Punkte von Smiths Arbeit hin, insbesondere bezüglich seiner Reinterpretation von Jesus als Magus-Zauberer. Yamauchi argumentierte, dass die Neigung von Smith zum Finden von Parallelen zwischen Jesus und dem Leben des Pythagoräers Apollonius von Philostratus historisch anachronistisch sei. Er argumentierte auch, dass Smith Abschnitte von griechischen magischen Papyri außerhalb ihres Kontextes zitierte, um sein Argument zu unterstützen, dass Jesus und die frühen Christen Magie praktiziert hätten.

#### F. F. Bruce
Der Bibelwissenschaftler Frederick Fyvie Bruce sah 1974 in dem Text eine gnostische Apokryphe, die deutlich jünger ist als die kanonischen Schriften, und hält es für gut möglich, dass sie innerhalb der Karpokraten oder einer ähnlichen Gruppe entstanden ist. Dass Clemens sie für echt hielt, sieht er als irrelevant an angesichts von Clemens’ sehr unkritischer Akzeptanz anderer Apokryphen. Für ihn ist die Geschichte sehr offensichtlich eine eher unbeholfene Nachahmung der Auferweckung des Lazarus bei Johannes und keine unabhängige Markusparallele dazu, ganz zu schweigen davon, dass es sich um die Quelle des Johannesberichts handeln könnte.